# Telescopi Liverpool
El Telescopi Liverpool és un telescopi ubicat a l'Observatori Roque de los Muchachos a La Palma (Iles Canàries) de 2 metres de diàmetre totalment robotitzat, cosa que permet controlar-lo a distància i també funcionar sense intervenció humana de forma automàtica, un cop donada una llista d'observacions a realitzar. És el major telescopi robòtic del món que s'utilitza principalment per a l'astronomia.
El telescopi fou construït per Telescopi Technologies Ltd i és propietat de Liverpool John Moores University amb el finançament operatiu de PPARC. Es tracta d'un telescopi del tipus Ritchey-Chrétien. Juntament amb el Telescopi Faulkes Nord i el Telescopi Faulkes Sud, el Telescopi Liverpool també està disponible per al seu ús pels nens en edat escolar en tot el món a través d'Internet. El Telescopi Liverpool és un dels principals actors de l'Heterogenis Telescopi Xarxes Consorci, una iniciativa de col·laboració entre els principals grups d'investigació en l'àmbit de telescopis robòtics que busca un estàndard per a la comunicació remota entre els telescopis, telescopis d'usuaris, i altres recursos científics.